# 白色テロ (台湾)
台湾（中華民国）での白色テロ（はくしょくテロ、台: 白色恐怖）とは、1949年（民国38年）の二・二八事件以降の戒厳令下において、中国国民党政権が反体制派に対して行った政治的弾圧のことである。1987年（民国76年）に戒厳令が解除されるまでの期間、反体制派とみなされた多くの国民が投獄・処刑された。戒厳令が解除された後、台湾政府は正式に謝罪し、犠牲者に対する補償のための財団を設立した。二二八和平公園や緑島人権文化園区といったメモリアルも造られた。また、二・二八事件やその後の白色テロ時代を描写した芸術作品も数多く発表されている。

## 白色テロ時代
「白色テロ時代」という語は広義には1947年の二・二八事件から1987年に戒厳令が解除されるまでの期間を指す。台湾では二・二八事件以降、国民党は台湾国民に相互監視と密告を強制し、反政府勢力のあぶり出しと弾圧を徹底的に行った。とくに1949年には国民党政府は大陸中国から台湾に逃れ、大陸反攻と反共主義を掲げて戒厳令を敷き、国民党の一党独裁政権維持のために共産主義者撲滅の名のもとに民主派勢力、社会主義者、台湾独立派をも弾圧した。処分は蒋介石自ら決め、死刑も多発した。白色テロの期間、国民党政権に対して実際に反抗するか若しくはそのおそれがあると認められた140,000名程度が投獄され、そのうち3,000名から4,000名が処刑されたと言われている。処刑された彼らの最後の写真はしばしば笑みを浮かべているが、これは彼らが抵抗の証としてそうしたものである。大半の起訴は1950年から1952年の間に行われた。訴追された者のほとんどは中国共産党のスパイを意味する「匪諜」のレッテルを貼られ罰せられた。容疑者を検挙すれば公務員給与の8年分にもあたる巨額が与えられるため、特務機関員や刑事のでっち上げも多かったとみられている。
国民党支配に反抗したり共産主義に共鳴したりすることを恐れ、国民党は主に台湾の知識人や社会的エリートを収監した。例えば、 台湾再解放連盟は1947年に設立された台湾独立運動の組織であるが、国民党はこれを共産主義者の統制下にあると言って、その構成員を1950年（民国39年）に拘束した。台湾独立建国連盟も同様の理由で政府によって迫害された。しかしながら、このような明白な理由付けはなされない政治的迫害もあった。1968年（民国57年）には柏楊がポパイの漫画の翻訳における言葉の選び方を理由に収監された。 白色テロの犠牲者には外省人も多数含まれた。外省人の多くが国民党のおかげで台湾に避難することができたのだが、同伴者を伴わずに台湾に到着すると、現地の台湾人と違っていいように使い捨てられることがしばしばあった。柏楊や李敖のように白色テロを生き延びた外省人の多くは民主化運動や国民党の党内改革を推進するようになっていった。後に中華民国総統となる李登輝は、1969年（民国58年）に「共産主義運動」に参加したとされて、台湾省警備総司令部により1週間以上も留置され尋問を受け、「お前を殺すことは蟻を踏み潰すくらい簡単だ」と言われたという。

### 戒厳令解除後
1987年の戒厳令解除とともに二・二八事件や白色テロの話題に触れることを人々は次第に恐れなくなっていった。1995年（民国84年）には李登輝総統が謝罪し、犠牲者やその遺族に対して補償をするための二二八事件記念基金会が設立された。2008年（民国97年）には台北で馬英九総統が白色テロの犠牲者追悼式を行った。馬は犠牲者とその遺族に対して政府を代表して謝罪し、台湾が同様の悲劇を二度と経験しないことを望むと表明した。

## 主な白色テロ事件
- 1947年（民国36年） - 二・二八事件。
- 1949年（民国38年）7月13日 - 澎湖七一三事件（中国語版）
- 1952年（民国41年） - 義民中学事件（中国語版）
- 1952年 - 台北県石碇郷（現：新北市石碇区）鹿窟村に共産ゲリラが潜伏中との情報を受け、村人を一斉逮捕、36名を処刑（鹿窟事件（中国語版））
- 1953年（民国42年） - 高砂族自治會事件
- 1949年～1954年（民国43年） - 関閉政策により第三国の船舶を公海上で襲撃・拿捕（トープス号事件など）
- 1960年（民国49年） - 雷震事件
- 1961年（民国50年） - 蘇東啓（中国語版）事件
- 1979年（民国68年） - 美麗島事件
- 1980年（民国69年）2月28日 - 台湾省議会議員の林義雄の母親と幼い双子の娘が何者かに殺害される（林家事件（中国語版））
- 1981年（民国70年） - カーネギーメロン大学助教授の陳文成（中国語版）が台湾への帰国時に変死（陳文成事件（中国語版））
- 1984年（民国73年） - 米国カリフォルニア州サンフランシスコで作家の劉宜良（中国語版）（江南）が暗殺される（江南事件（中国語版））
- 1987年（民国76年） - 金門県烈嶼郷に漂着したベトナム難民を中華民国陸軍が虐殺（三七事件（中国語版））

## 関連作品
1991年（民国80年）公開の映画『悲情城市』（侯孝賢監督）は、二・二八事件を国内で初めて取り上げた作品である。ヴェネティア国際映画祭で金獅子賞を受賞した。侯監督は1995年公開の映画『好男好女』においても二・二八事件と1940～50年代の白色テロの時代を取り上げている。1991年公開の映画『牯嶺街少年殺人事件』（エドワード・ヤン監督）は、1960年代の白色テロの時代を背景としている。2012年公開の映画『GF*BF』（ヤン・ヤーチェ監督）では白色テロ末期の1985年が舞台の1つになっている。2022年公開の映画『流麻溝十五号』（ゼロ・チョウ監督）では1953年を舞台として、政治犯収容を目的とした教育施設と監獄のある緑島で生きる女性たちの姿を描いている。
複数の台湾系アメリカ人作家が二・二八事件を題材とする作品を執筆している。ジュリー・ウーの『The Third Son』は二・二八事件とその余波を台湾人少年の視線で描いている。 ジェニファー・J・チョウの『The 228 Legacy』は、チョウの夫とその親戚が二・二八事件について語った内容に基づき執筆され、ロサンゼルス在住の台湾系家族が3世代にわたって過去の事件に左右される様を描く。ショーナ・ヤン・ ライアンの『GREEN ISLAND』は二・二八事件を生き延びた医師とアメリカに渡ったその末娘を描いている。
2017年（民国106年）、台湾のゲーム・ディベロッパーの赤燭遊戯は『返校』というSteam向けのサバイバルホラーゲームを発売した。ゲームでは戒厳令下の1960年代の台湾が描かれ、台湾文化に基づいた宗教的要素も取り入れられている。評論家からは好意的な評価を受けており、Rely On Horrorのレビューでは「作品のあらゆる側面が、周囲の世界をかき消しながら、避けることの出来ない悲劇に向かって密集行進のように進んでいく」と評され、10点満点中9点の評価を得た。また、2019年には実写映画化された。
2020年（民国109年）ごろにヒットした珂拉琪の曲『萬千花蕊慈母悲哀』は、突如行方不明となった夫または恋人を思う曲であるが、白色テロ時代を暗喩したとする意見が多い。ただし、作者本人は明確にそう言っていない。

## メモリアル
- 二二八和平公園 - 元は日本統治時代の1908年（明治41年）に建設された公園。二・二八事件では園内のラジオ局から武装蜂起が呼びかけられた[22]。
- 景美人権文化園区（中国語版） - 台湾警備総司令部軍法処看守所跡がある。ここでは白色テロ時代に政治犯を拘置したり処刑したりした[23]。
- 緑島人権文化園区- 白色テロ時代の刑務所である国防部緑島感訓監獄の跡がある[23]。
- 天馬茶房（中国語版） - 二・二八事件の発端となる官憲による殴打事件が発生した場所[24][25]。